# Il fiume degli dei
Il fiume degli dei (River of Gods) è un romanzo di fantascienza pubblicato nel 2004 dallo scrittore britannico Ian McDonald. Ha vinto il Premio della British Science Fiction Association ed è stato candidato al premio Hugo e al premio Arthur C. Clarke.

## Trama
Dopo anni di siccità il governo indiano decide di costruire una diga nella regione del Kunda Khadar. La costruzione della diga crea attriti con gli stati confinanti che rischiano di provocare una guerra su larga scala.
In questo contesto entra nel sistema solare un asteroide che contiene un messaggio da decifrare, oltre al messaggio il corpo astrale riporta in formato digitale le immagini delle persone che hanno l'incarico di decifrare il messaggio stesso. 
Le tre persone sono vive nel presente ma il messaggio è stato lasciato sull'asteroide in tempi talmente remoti da essere precedenti alla formazione del sistema solare, e i diretti interessati dovranno risolvere il mistero di questo messaggio.

## Edizioni
- Ian McDonald, Il fiume degli dei, Urania Jumbo n°40, Arnoldo Mondadori Editore, 2013,  p. 510, ISBN 8852040684.